# محمد صلاح النشائي
محمد صلاح النشائي (1940 -) هو أستاذ بمؤسسة سولفاي للطبيعة والكيمياء بجامعة بروكسل الحرة ببلجيكا، وأستاذاً زائراً في ست من جامعات العالم، بينهما جامعتا القاهرة والمنصورة في مصر.

## حياته ونشأته
محمد صلاح الدين حامد النشائى، مواليد عام 1940م بالظاهر بالقاهرة وأصول العائلة من فراسكور في دمياط، حصل على الابتدائية والإعدادية من مصر ثم الثانوية من ألمانيا، وكذلك دبلوم الهندسة من ألمانيا وحصل على الدكتوراه من إنجلترا، وكان موضوعها (علم الثبات والاستقرار) وهو ثبات المنشآت القشرية مثل تغطية الاستادات بغطاء ثابت وقوى، لديه ابنتان، إحداهما في السادسة والعشرين من عمرها، والأخرى فهى معمارية تقيم بإنجلترا.بعد قيام ثورة يوليو تبدلت أحوال عائلته، حيث تقاعد والده من عمله كضابط بالجيش، وقررت أمه أن تصطحب أخيه الأكبر في سفره لدولة الكويت، وهنا رأى والده ضرورة سفر ابنه ذو الخمسة عشر عاماً لألمانيا كي يستكمل تعليمه هناك. وكان قرار والده المفاجئ على غير رغبة منه، ولم يكن هذا هو الشيء الوحيد الذي فعله، لقد أصر والده أيضاً على أن يلتحق محمد بكلية الهندسة، في وقت كان هو نفسه يرى مستقبله كفنان.

## مسيرته
والده كان لا يمل أن يردد عليه عبارة: «إما أن تصبح مهندساً أو أن تصبح حماراً، وبخفة دمه الملحوظة يقول ولأني لا أريد أن أكون حماراً، التحقت بكلية الهندسة، فقد كان أبي على قناعة كاملة بأن الفن والأدب ليسا إلا هواية، ولا ينبغي لهما أن يكونا أكثر من ذلك». ومرة أخرى يجبره والده على التخلي عن دراسة الهندسة المعمارية التي رأى فيها عوضاً عما فاته في دراسة الفن والأدب، طالباً منه أن يدرس الهندسة المدنية.
درس النشائي الهندسة المدنية دون حماس، وبعد تخرجه في جامعة هانوفر الألمانية في عام 1968، عمل قرابة ثلاث سنوات في بعض الشركات العاملة في مجال تصميم الشوارع والكباري، إلى أن جاء يوم تحدث إليه أستاذه ناصحاً باستكماله لدراسته الأكاديمية على أن يكون ذلك في أمريكا، واستجاب النشائي إلا أنه قرر الذهاب لإنجلترا بدلاً من أمريكا، وهناك حول مساره من دراسة الهندسة الإنشائية لدراسة الميكانيكا التطبيقية. وقد غاص في هذا العلم باحثاً عن الأسس التي قام عليها، لينال درجة الماجستير والدكتوراه في هذا التخصص من جامعة لندن.

## الفوضى
عمل النشائي محاضراً في جامعة لندن بعد حصوله منها على درجة الدكتوراه لمدة سنتين، سافر بعدها للمملكة العربية السعودية ليعمل مدرساً في جامعة الرياض، ومديراً عاماً للمشاريع بالمركز الوطني للعلوم والتكنولوجيا لمدة أربع سنوات، تمكن خلالها من الحصول علي درجة الأستاذية، ومن هناك سافر إلي أمريكا ليلتحق بالعمل في معامل لاس آلاموس، وكانت هذه بداية الخروج من محيط الهندسة، حيث بدأ في الاهتمام بالعلوم النووية... وفي هذه الأثناء، ظهر علم جديد يطلق عليه «الشواش» أو الفوضى، وهو علم يدرس في القواعد الرياضية والتطبيقات الفيزيائية للنماذج العشوائية.
وجد النشائي نفسه مشدوداً إلى العلم الجديد، وقرر أن يدرسه قبل أن يلتحق بجامعة نيو مكسيكو للعمل كأستاذ فوق العادة لمدة عامين، عمل بعدها بجامعة كورنيل كأستاذ بقسم علوم الفضاء والطيران.تخصص النشائى في دراسة علم «الفوضى المحددة»، وفي هذه الفترة تقابل مع العالم البريطانى السير هيرمان الذي قدم له الفرصة ليلتحق بجامعة كامبريدج البريطانية العريقة. ولم يكن تعيينه في كمبريدج أمر سهل، حيث قابل صعوبات عديدة خاصة وأن تخصصه الأساسي كان الهندسة، وأكثر من 99 % من المشتغلين معه في القسم من علماء الطبيعة مما جعله يشعر بالغربة.
ولكن تحت إصراره ورغبته في ألا يخذل الرجل المصري الذي عينه بالقسم، بدأ في الإطلاع على ما يتم من حوله، حيث كان أكثر من 100 عالم يشتغلون علي ما يسمي (نظرية الأوتار الفائقة) وهي نظرية تهدف إلى توحيد نظرية النسبية مع نظرية الكم على مستوى علم الميكانيكا والذرة. وكانت المفاجأة أن دراسته للهندسة وعلم الفوضى قد أفادوه كثيرا في هذا المجال المعروف الآن بفيزياء الجسيمات عالية الطاقة.
وظل النشائى يعمل كأستاذ بقسم الرياضيات والطبيعة النظرية بجامعة كامبريدج ببريطانيا لمدة 11 عاماً، نجح خلالها في تأسيس أول مجلة علمية في العلوم غير الخطية وتطبيقات العلوم النووية، وتصدر هذه المجلة في ثلاث دول هي أمريكا وإنجلترا وهولندا.
علم الفوضى (الشواش) في سطور ظهرت كلمة " الشواش" Chaos في عام 700 ق م، وكان الشاعر الإغريقي هسيود أول من أطلقها في قوله: "في البدء كان الشواش، لا شيء سوى الخلاء والهيولى والفراغ غير المحدود، حيث أضحى استخدام الكلمة للتعبير عن خاصية للفوضى غير المرغوبة. ويعرَّف «الشواش» في المعاجم اللغوية على أنه الاضطراب أو الاهتياج. أما المراجع العلمية فتعرف الشواشُ على أنه مرادف للعشوائية randomness غير المرغوبة. وقد عبَّر المؤرخ والكاتب الأمريكي هنري أدامز (1918-1858) عن المعنى العلمي للشواش بشكل بليغ في قوله: "الشواش غالبًا ما يولِّد الحياة، بينما النظام order يولِّد العادة."
وكان العلماء قد رصدوا ظواهر علمية كثيرة تُحدِث نتائج كبيرة غير متوقعة، وذلك على الرغم من صغرها مثلاُ، بحيث إن التوقُّع (أو التنبؤ) بحدِّ ذاته بنتائج سلوكها يصبح بلا فائدة. مثال ذلك كرات البلياردو التي لا نستطيع التنبؤ الدقيق باتجاهاتها عندما تصطدم ثلاث منها.
وفي الطبيعة كثير من الأمثلة، وعلى سبيل المثال، في العام 1889 أنشأ ملك النروِيج جائزة للإجابة على تساؤل هام، وهو: هل المنظومة الشمسية مستقرة أم لا؟
وقدَّم بوانكاريه الحل وفاز بالجائزة. لكن زميلاً له اكتشف بعض الخطأ في الحسابات؛ وهو ما دفع القائمون على الجائزة منح بوانكاريه مهلة ستة أشهر كي يعالج المسألة حتى يصبح من حقه الاحتفاظ بالجائزة. ولكنه لم يوفق للحل، وإنما توصل لنتائج قلبت النظرة المقبولة عن الكون الحتمي الخالص الذي تقود إليه نظريات نيوتن الرياضية. وأفاد بوانكاريه في بحثه أن قوانين نيوتن لا تقدِّم أيَّ حلٍّ للتنبؤ بحركات الشمس والأرض والقمر، ووجد أن اختلافات طفيفة في حركة هذه الأجرام في مساراتها تُحدِثُ تباينات هائلة بالظواهر النهائية وتتحدى اية تنبؤات.
استفاد إدوارد لورنتس Edward Lorenz من رياضيات بوانكاريه في تقديم نموذج رياضيّ مبسط لمنظومة الطقس، تمكن من خلاله الكشف عن نِسَب التغير في درجة الحرارة وسرعة الرياح. وقد أظهرت هذه النتائج سلوكًا معقدًا ناجمًا عن المعادلات البسيطة؛ وهو ما يشير إليه المضمون النهائى لنظرية الشواش، وهو أن المقدمات البسيطة قد تقود إلى سلوك معقد. كما أجرى إيليا بريغوجين بحوثًا إضافية، وقادته بحوثُه لطرح مفهومي «التوازن» equilibrium والـ«بُعد عن التوازن» far-from-equilibrium كي يصف حالة النظام، كاشفاً عن شروط البعد عن التوازن التي تقود لسلوك معاكس للسلوك الذي يتوقعه التفسير العلمى المألوف، وقد وجد أن ظواهر التشعب والتنظيم الذاتي تنشأ عن المنظومات المتوازنة عندما تخضع للاضطراب. وقد كانت هذه الدراسات الخطوة التي قادته لنظرية التعقيد/الشواش، والتي تظهر كيف يولد النظام من الفوضى (الشواش) في المنظومات الحرارية والكيميائية، وكذلك في المنظومات الحية.
وقد نال إيليا پريگوگين Ilya Prigogin على جائزة نوبل في الكيمياء في عام 1977. ويعد بريجوجين رائد علم الإنتروبيا entropy التي تدرس في المنظومات المفتوحة، والتي تعنى بتبادل المادة والطاقة والمعلومات بين هذه المنظومات وبيئتها. وقد استخدم بريجوجين مفهوم «البُنى المبدِّدة» dissipative structures لكي يبيِّن احتمالية نشأة البني المعقدة عن البني الأبسط وأن النظام ينبثق عن الشواش (الفوضى).
وأخيراً، نستطيع أن نقول إنه لم تكن نظرية «الشواش» قانونًا، كما هي الحال في علوم الديناميكا الحرارية أو الفيزياء الكمومية، لكنها مكَّنتْ الباحثين من تحليل الأفعال والأنظمة المتداخلة.
ثورة جديدة في علم الطبيعة للنشائي عدد ضخم من الأبحاث المنشورة في مجلات علمية دولية[بحاجة لمصدر] لها تطبيقات هامة في مجالات الفيزياء النووية وفيزياء الجسيمات، معظمها في المجلة التي يرأس تحريرها هو نفسه.
وقد أحدثت أبحاث النشائى ثورة في مجالات العلوم بما فيها العلوم الذرية وعلوم النانوتكنولوجي التي تدرس في المنطقة المحصورة ما بين العلوم الذرية والعلوم الكيميائية، كما استخدمت وكالة الفضاء الأميركية «ناسا» أبحاثه في بعض تطبيقاتها.[بحاجة لمصدر] ومؤخراً، قام مركز الفيزياء النظرية التابع لجامعة فرانكفورت الألمانية والذي يعد أكبر وأشهر مراكز الأبحاث الطبيعية في أوروبا بتكريمه كأستاذ متميز لدوره في تطوير نظرية يطلق عليها اصطلاحيا «الزمكان كسر كانتورى» نسبة إلى العالم الألماني جورج كانتوري.[بحاجة لمصدر]
وقد أتاحت هذه النظرية للنشائي تحديد قيم الثوابت الطبيعية في الكون مثل ثابت الجذب العام، وكذلك ثابت الكهرومغناطيسة. وتأتى نظرية النشائى في محاولة لتوحيد قوى الطبيعة جميعها في قانون واحد، وهو ما يعد تعميماً لنظرية النسبية لألبرت آينشتاين.[بحاجة لمصدر]
وتكشف نظرية النشائى النقاب عن أن هناك قوة واحدة تشمل القوى الأربع الأساسية المعروفة في الطبيعة، وهي قوى الجاذبية والقوى الكهربية والقوى المغناطيسية بالإضافة إلى القوى النووية.
وقد استغرق عمل النشائى في هذه النظرية 15 عاماً، ولكنه لم ينته منها ويقوم بنشرها إلا من 4 سنوات فقط.
كما تم تكريمه في جامعة حيدر أباد بالهند.[بحاجة لمصدر] كما كرمته مصر بمنحه جائزة الدولة التقديرية.
عالم بأحاسيس فنان
يصف النشائي نفسه بأنه يمتلك روحين يسكنان جسداً واحداً، روح أدبية فلسفية وروح هندسية علمية، فعلى الرغم من حبه لعلم الطبيعة منذ الصغر، فقد نشأ أيضاً محباً للفن والأدب بجميع أشكالهما، حيث دأب على قراءة كتب الفلسفة، والرسم بالزيت، والاستماع إلى الموسيقى.
يتحدث النشائى العربية بطلاقة، ويكتب الشعر، ويهوى القراءة، ومن كتابه المفضلين المعرى والعقاد وطه حسين وتوفيق الحكيم، كما أنه يعشق مسرح العبث ورواده اوجين يونسكو وصمويل بيكت. كانت أمنيته أن يصبح مخرجاً سينمائياً أو كاتباً مسرحياً. وربما هذا ما دفعه إلى الإعلان عن قراره ورغبته الشديدة التفرغ للكتابة في المستقبل القريب. وكما يقول الكتابة فقط وبالعربية.
وللنشائي عدد من المؤلفات العلمية في مجالات تخصصه جميعها مكتوبة بالإنجليزية.. وبالإضافة إلى ما سبق، يعشق الدكتور النشائى الرياضة، وبالتحديد هواية التزحلق على الجليد، لذا فهو يحرص على الذهاب لألمانيا في كل عام لممارستها.
عائلة علمية جداً
الدكتور النشائى متزوج، ولديه ابنتان، الأولى شيرين وتدرس العمارة بجامعة ليدز البريطانية، أما الثانية فهي سونيا، وقد تخصصت في دراسة الطب البيطري. كما أن له أخوين في الحقل العلمي هما الدكتور عمر النشائي مدير معهد الزلازل بالولايات المتحدة الأمريكية، وسعيد النشائي العالم الشهير في الهندسة الكيميائية بجامعة ألاباما الأمريكية.
وعلى الرغم من طيلة الغربة، ما زال عالمنا الجليل متمسكاً بتقاليد الإسلام وانتمائه لوطنه الذي نشأ فيه، فهو صاحب نظرة صوفية في الحياة، ويعتبر التقدم الحقيقي هو تقدم الإنسان وليس التقدم التكنولوجي.
ومن أراءه: «العلم بدون حكمة مثل عضلات بدون مخ، فهو يحط من شأن الإنسانية».
والعلاج في تقديره هو أن يسير الأدب والدين بجوار العلم جنبا إلي جنب. وكثيراً ما كان يخشى أن يكبر أولاده في بيئة تعترف بالإباحية. وفي هذا الإطار يعترف بأن انتقاله من الولايات المتحدة الأمريكية لأوربا بعد أن قضى عدة سنوات بأكبر جامعاتها جاء رغبة منه. وكما يقول: «على الرغم من تميز الشعب الأمريكي بالطيبة، وبأنهم أقل عنجهية من شعوب أوروبا التي تفتخر بعراقتها، وبأنهم يتقبلون الأجانب بروح مفتوحة عن أوروبا. فإنهم يختلفون عنهم في نفس الوقت بالتربية الإباحية لأولادهم. ولقد كان قرار العودة إلي أوروبا علي أن تكون محطة لعودتنا مرة أخري إلي مصر». فهو كما يقول عن نفسه يشعر بأنه بلا معني في أوروبا، فقد غرس فيه أباه الحس الوطني منذ أن كان صبياً.

## وصلات خارجية
TO WIKIPEDIA
YOU HAVE IT WRONG
Mohamed El Naschie <msnaschie10@gmail.com>
Attachments12:12 AM (8 hours ago)
to info-en-q, Mohamed
I have tried to tell you time and again that what you are writing about me is untrue. I attach my correct mini CV for your information. Instead of constantly writing blatant lies and allowing others to do so why don't you look for yourself on 'reliable' sources like Research Gage or Google Scholar both of which will show my publication history to date instead of taking the word of hooligans and people paid to defame me. Read the article written about Judge Mrs. Sharp in the Guardian - the Judge in Prof. El Naschie's case. There is still the opportunity to go over this because it was not handled properly - he was seriously ill and unrepresented the whole was a sham and this is likely to be followed up especially in view of this article which does not come as a surprise at all.
It is a disgrace that you allow this behaviour to continue uninterrupted and yet constantly interrupt corrections. Are you interested in the truth or not? If so, then it is time you did something about it.
Mohamed S. El Naschie
Attachments area
Preview attachment BRIEF CV.docx
Word
BRIEF CV.docx
Scholarly articles for m s el naschie theory
A review of E infinity theory and the mass spectrum of … - El Naschie - Cited by 569
On a fuzzy Kähler-like manifold which is consistent with … - El Naschie - Cited by 216
… of heterotic strings, M theory and E (∞) theory - El Naschie - Cited by 147
Search Results
Professor Mohamed El Naschie Engineering Scientist ...
www.msel-naschie.com/
Professor Mohamed El Naschie Image. M.S. El Naschie, born 1943 in Cairo, Egypt. ... A REVIEW OF E INFINITY THEORY AND THE MASS spectrum of high ...
You've visited this page many times. Last visit: 03/02/15
PDF]A review of E infinity theory and the mass spectrum of ...
https://plus.google.com/.../fSWiVZWC7MR
Translate this page
Mohamed El Naschie
14 mins ago - PDF]A review of E infinity theory and the mass spectrum of high ... msel-naschie.com/…/8.AReviewOfE-infinityTheoryAndTheMass.pdf by MS El Naschie - 2004 ...
PDF]A review of E infinity theory and the mass spectrum of ...
Scholarly articles for t hooft el naschie
… Kähler manifolds, Klein modular space and't Hooft … - El Naschie - Cited by 55
On't Hooft dimensional regularization in E (∞) space - El Naschie - Cited by 30
The concepts of E infinity: an elementary introduction to … - El Naschie - Cited by 136
https://plus.google.com/.../posts/3JKMf7XsjGC
Mohamed El Naschie
15 mins ago - PDF]A review of E infinity theory and the mass spectrum of high ... msel-naschie.com/…/8.AReviewOfE-infinityTheoryAndTheMass.pdf by MS El Naschie - 2004 ...
Mohamed El Naschie - Wikipedia, the free encyclopedia
en.wikipedia.org/wiki/Mohamed_El_Naschie
Mohamed El Naschie (Arabic: محمد النشائي) is an Egyptian engineer and theoretical physicist, and the former editor of a controversial journal, Chaos, Solitons ...
You've visited this page many times. Last visit: 28/10/14
American Journal of Mechanics and Applications :: Science ...
www.sciencepublishinggroup.com › ... › Journals › Physics & Chemistry
M.S. El Naschie, A unified Newtonian-relativistic quantum resolution of the supposedly ... El Naschie, M.S.: The theory of Cantorian spacetime and high energy ...
You've visited this page many times. Last visit: 29/12/14
Mohamed El Naschie's Revision of Albert Einstein's E = m0c2
www.scirp.org/journal/PaperInformation.aspx?PaperID=28827
by JH He - 2013 - Cited by 11 - Related articles
Different theories are used by El Naschie to check the calculations and all ... [14], M. S. El Naschie, “E-Infinity-Some Recent Results and New Interpretations,” ...
You've visited this page many times. Last visit: 21/12/14
An Invitation to El Naschie's Theory of Cantorian Space ...
www.scirp.org/journal/PaperInformation.aspx?PaperID=40432
by L Marek-Crnjac - 2013 - Cited by 21 - Related articles
The paper is a condensed but accurate account of El Naschie's theory of ... [29], M. S. El Naschie, “A Note on Quantum Gravity and Cantorian Space-Time,” ...
You've visited this page many times. Last visit: 19/12/14
el naschie physicist - Engineer
www.el-naschie.net/
M. S. El Naschie محمد النشائى ... M.S. El Naschie, born 1943 in Cairo, Egypt. ... he followed his inclination towards theoretical subjects and moved first towards ...
You've visited this page many times. Last visit: 21/11/14
[PDF]A review of E infinity theory and the mass spectrum of high ...
elnaschie.com/…/8.%20A%20review%20of%20E-infinity%20theory%…...
by MS El Naschie - 2004 - Cited by 569 - Related articles
Einstein did in his general theory of relativity, namely introducing a new geometry for ... 210. M.S. El Naschie / Chaos, Solitons and Fractals 19 (2004) 209–236 ...
مدونة العالم العربى المصرى محمد النشائى M.S. El Naschie ...
mohamed-elnaschie.blogspot.com/
5 days ago - M.S. El Naschie, Superstrings, knots and noncommutative geometry in E-infinity space. International Journal of Theoretical Physics, Vol. 37(12)...
You've visited this page many times. Last visit: 08/12/14